# Пестырын
Пестырын — река в России, протекает по Ханты-Мансийскому району Ханты-Мансийского АО. Устье реки находится в 126 км по левому берегу реки Ковенская. Длина реки составляет 16 км.
Вытекает из одноимённого озёра на высоте 87,0 м над уровнем моря. Высота устья — 37,1 м над уровнем моря.
В бассейн реки входит озеро Утъеган.
Система водного объекта: Ковенская → Обь → Карское море.

## Данные водного реестра
По данным государственного водного реестра России относится к Нижнеобскому бассейновому округу, водохозяйственный участок реки — Обь от впадения Иртыша до впадения реки Северная Сосьва, речной подбассейн реки — бассейны притока Оби от Иртыша до впадения Северной Сосьвы. Речной бассейн реки — (Нижняя) Обь от впадения Иртыша.
Код объекта в государственном водном реестре — 15020100112115300018750.